# Premier district congressionnel du Colorado
Le 1er district congressionnel du Colorado est un district de l'État américain du Colorado basé principalement dans la ville et le comté de Denver, dans la partie centrale de l'État. Le district comprend toute la ville et le comté de Denver, ainsi que les banlieues voisines de Glendale, Englewood, Sheridan et Cherry Hills Village dans le comté d'Arapahoe. Sa pointe sud englobe une petite partie du comté de Jefferson, y compris les communautés de Columbine et Ken Caryl.
Le district est représenté par la Démocrate Diana DeGette depuis 1997. Un district urbain et diversifié basé au cœur de la métropole de Denver, avec un Cook Partisan Voting Index de D + 24, c'est le district le plus démocrate de tout le Mountain West, et l'un des deux districts les plus démocrates de l'ouest américain non situé sur la côte Pacifique (avec le 7e de l'Arizona, couvrant le centre de Phoenix, ayant le même PVI). Seuls deux républicains ont été élus au siège depuis la Grande Dépression : Dean M. Gillespie a été le représentant du district de 1944 à 1947 et Mike McKevitt de 1971 à 1973, gagnant grâce à une scission idéologique entre les démocrates de Denver. Aucun républicain n'a même décroché 30 % des voix dans le district après 1998.

## Histoire

### Années 1990
À la suite du recensement des États-Unis de 1990 et du redécoupage consécutif des districts congressionnel du Colorado, le 1er district congressionnel se composait de l'ensemble de la ville et du comté de Denver et de parties des comtés d'Adams, d'Arapahoe et de Jefferson.

### Années 2000
À la suite du recensement des États-Unis de 2000 et du redécoupage des districts du Colorado, le 1er district comprenait l'ensemble de la ville et du comté de Denver et des parties du comté d'Arapahoe, y compris des parties ou la totalité des villes d'Englewood, Cherry Hills Village, Sheridan, Aurora et Glendale.

### Années 2010
À la suite du recensement des États-Unis de 2010 et du redécoupage des districts du Colorado, le 1er district comprenait l'ensemble de la ville et du comté de Denver et des parties du comté d'Arapahoe, y compris des parties ou la totalité des villes d'Englewood, Cherry Hills Village, Sheridan, Aurora et Glendale. Le 1er district comprenait également une zone supplémentaire dans la banlieue sud-ouest, qui comprenait des parties du comté de Jefferson et les CDP de Columbine et Ken Caryl.

### Années 2020
À la suite du recensement des États-Unis de 2020 et du redécoupage consécutif des districts du Colorado, le 1er district comprenait l'ensemble de la ville et du comté de Denver et des parties du comté d'Arapahoe qui sont des enclaves à l'intérieur des frontières de la ville de Denver, telles que Glendale et Holly Hills: les parties du comté de Jefferson ont été déplacées vers le 7e district, tandis que les banlieues sud du comté d'Arapahoe ont été déplacées vers le 6e district basé à Aurora.

## Géographie
| #  | Comté    | Siège     | Population |
| -- | -------- | --------- | ---------- |
| 5  | Arapahoe | Littleton | 655,808    |
| 31 | Denver   | Denver    | 713 252    |

### Villes de 10 000 personnes
- Denver - 713 252

### Villes de 2500 à 10 000 personnes
- Glendale - 4613
- Holly Hills - 2683

## Historique de vote
| Années | Poste      | Résultats                    |
| 2000   | Président  | Gore 61,0 % - 33,0 %         |
| 2004   | Président  | Kerry 68,0 % - 31,0 %        |
| 2008   | Président  | Obama 74,0 % - 24,0 %        |
| 2012   | Président  | Obama 69,0 % - 29,0% %       |
| 2016   | Président  | Clinton 69,0 % - 23,0 %      |
| 2016   | Sénat      | Bennet 68,8 % - 25,9 %       |
| 2018   | Gouverneur | Polis 73,0 % - 23,7 %        |
| 2020   | Président  | Biden 76,0 % - 22,0 %        |
| 2020   | Sénat      | Hickenlooper 73,7 % - 24,4 % |

## Liste des Représentants du district
| Membre                        | Parti                  | Années                            | Congrès     | Histoire électorale |
| ----------------------------- | ---------------------- | --------------------------------- | ----------- | --- |
| District créée le 4 mars 1893 |                        |                                   |             | |
| Lafayette Pence (en)          | Populiste              | 4 mars 1893 - 3 mars 1895         | 53e         | Élu en 1892. perd sa réélection. |
| John F. Shafroth (en)         | Républicain            | 4 mars 1895 - 3 mars 1897         | 54e - 58e   | Élu en 1894. Change de parti et réélu en 1896. Réélu en 1898. Réélu en 1900. Change de parti et réélu en 1902 mais démissionne après avoir déclaré qu'il avait la conviction que son opposant avait été élu.                                  |
| John F. Shafroth (en)         | Silver Republican (en) | 4 mars 1897 - 3 mars 1903         | 54e - 58e   | Élu en 1894. Change de parti et réélu en 1896. Réélu en 1898. Réélu en 1900. Change de parti et réélu en 1902 mais démissionne après avoir déclaré qu'il avait la conviction que son opposant avait été élu.                                  |
| John F. Shafroth (en)         | Démocrate              | 4 mars 1903 - 15 février 1904     | 54e - 58e   | Élu en 1894. Change de parti et réélu en 1896. Réélu en 1898. Réélu en 1900. Change de parti et réélu en 1902 mais démissionne après avoir déclaré qu'il avait la conviction que son opposant avait été élu.                                  |
| Robert W. Bonynge (en)        | Républicain            | 16 février 1904 - 3 mars 1909     | 58e - 60e   | Remporte la contestation de son élection. Réélu en 1904. Réélu en 1906. perd sa réélection. |
| Atterson W. Rucker (en)       | Démocrate              | 4 mars 1909 - 3 mars 1913         | 61e , 62e   | Élu en 1908. Réélu en 1910. perd sa renomination. |
| George Kindel (en)            | Démocrate              | 4 mars 1913 - 3 mars 1915         | 63e         | Élu en 1912. Retrait pour se présenter au Sénat des États-Unis. |
| Benjamin Hilliard (en)        | Démocrate              | 4 mars 1915 - 3 mars 1919         | 64e , 65e   | Élu en 1914. Réélu en 1916. perd sa réélection. |
| William Vaile (en)            | Républicain            | 4 mars 1919 - 2 juillet 1927      | 66e - 70e   | Élu en 1918. Réélu en 1920. Réélu en 1922. Réélu en 1924. Réélu en 1926. Décès. |
| Vacant                        | Vacant                 | 3 juillet 1927 - 14 novembre 1927 |             | |
| S. Harrison White (en)        | Démocrate              | 15 novembre 1927 - 3 mars 1929    | 70e         | Élu pour terminer le mandat de Vaile. perd sa réélection. |
| William R. Eaton (en)         | Républicain            | 4 mars 1929 - 3 mars 1933         | 71e , 72e   | Élu en 1928. Réélu en 1930. perd sa réélection. |
| Lawrence Lewis (en)           | Démocrate              | 4 mars 1933 - 9 décembre 1943     | 73e - 78e   | Élu en 1932. Réélu en 1934. Réélu en 1936. Réélu en 1938. Réélu en 1940. Réélu en 1942. Décès. |
| Vacant                        | Vacant                 | 9 décembre 1943 - 7 mars 1944     |             | |
| Dean M. Gillespie (en)        | Républicain            | 7 mars 1944 - 3 janvier 1947      | 78e , 79e   | Élu pour terminer le mandat de Lewis. Réélu en 1944. perd sa réélection. |
| John A. Carroll (en)          | Démocrate              | 3 janvier 1947 - 3 janvier 1951   | 80e , 81e   | Élu en 1946. Réélu en 1948. Retrait pour se présenter au Sénat des États-Unis. |
| Byron Rogers (en)             | Démocrate              | 3 janvier 1951 - 3 janvier 1971   | 82e - 91e   | Élu en 1950. Réélu en 1952. Réélu en 1954. Réélu en 1956. Réélu en 1958. Réélu en 1960. Réélu en 1962. Réélu en 1964. Réélu en 1966. Réélu en 1968. perd sa renomination.                                                                     |
| Mike McKevitt (en)            | Républicain            | 3 janvier 1971 - 3 janvier 1973   | 92e         | Élu en 1970. perd sa réélection. |
| Pat Schroeder                 | Démocrate              | 3 janvier 1973 - 3 janvier 1997   | 93e - 104e  | Élue en 1972. Réélue en 1974. Réélue en 1976. Réélue en 1978. Réélue en 1980. Réélue en 1982. Réélue en 1984. Réélue en 1986. Réélue en 1988. Réélue en 1990. Réélue en 1992. Réélue en 1994. Retrait.                                        |
| Diana DeGette                 | Démocrate              | 3 janvier 1997 - en cours         | 105e - 119e | Élue en 1996. Réélue en 1998. Réélue en 2000. Réélue en 2002. Réélue en 2004. Réélue en 2006. Réélue en 2008. Réélue en 2010. Réélue en 2012. Réélue en 2014. Réélue en 2016. Réélue en 2018. Réélue en 2020. Réélue en 2022. Réélue en 2024. |

## Résultats des récentes élections
Voici les résultats des dix précédents cycles électoraux dans le district.

## Frontières historiques du district

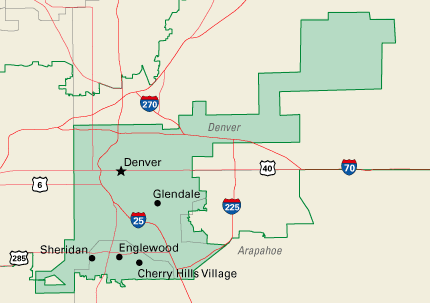
2003 - 2013

### 2004
| Élection de 2004 du 1er district congressionnel du Colorado | Élection de 2004 du 1er district congressionnel du Colorado | Élection de 2004 du 1er district congressionnel du Colorado | Élection de 2004 du 1er district congressionnel du Colorado | Élection de 2004 du 1er district congressionnel du Colorado |
| ----------------------------------------------------------- | ----------------------------------------------------------- | ----------------------------------------------------------- | ----------------------------------------------------------- | ----------------------------------------------------------- |
| Parti                                                       | Parti                                                       | Candidat                                                    | Votes                                                       | %                                                           |
|                                                             | Démocrate                                                   | Diana DeGette (sortante)                                    | 177 077                                                     | 73,50                                                       |
|                                                             | Républicain                                                 | Roland Chicas                                               | 58 659                                                      | 24,35                                                       |
|                                                             | Constitution                                                | George C. Lilly                                             | 5 193                                                       | 2,16                                                        |
| Total des votes                                             | Total des votes                                             | Total des votes                                             | 320 656                                                     | 100 %                                                       |
|                                                             | Les Démocrates conservent                                   |                                                             |                                                             |                                                             |

### 2006
| Élection de 2006 du 1er district congressionnel du Colorado | Élection de 2006 du 1er district congressionnel du Colorado | Élection de 2006 du 1er district congressionnel du Colorado | Élection de 2006 du 1er district congressionnel du Colorado | Élection de 2006 du 1er district congressionnel du Colorado |
| ----------------------------------------------------------- | ----------------------------------------------------------- | ----------------------------------------------------------- | ----------------------------------------------------------- | ----------------------------------------------------------- |
| Parti                                                       | Parti                                                       | Candidat                                                    | Votes                                                       | %                                                           |
|                                                             | Démocrate                                                   | Diana DeGette (sortante)                                    | 129 446                                                     | 79,77                                                       |
|                                                             | Vert                                                        | Thomas D. Kelly                                             | 32 825                                                      | 20,23                                                       |
| Total des votes                                             | Total des votes                                             | Total des votes                                             | 162 271                                                     | 100 %                                                       |
|                                                             | Les Démocrates conservent                                   |                                                             |                                                             |                                                             |

### 2008
| Élection de 2008 du 1er district congressionnel du Colorado | Élection de 2008 du 1er district congressionnel du Colorado | Élection de 2008 du 1er district congressionnel du Colorado | Élection de 2008 du 1er district congressionnel du Colorado | Élection de 2008 du 1er district congressionnel du Colorado |
| ----------------------------------------------------------- | ----------------------------------------------------------- | ----------------------------------------------------------- | ----------------------------------------------------------- | ----------------------------------------------------------- |
| Parti                                                       | Parti                                                       | Candidat                                                    | Votes                                                       | %                                                           |
|                                                             | Démocrate                                                   | Diana DeGette (sortante)                                    | 203 756                                                     | 71,94                                                       |
|                                                             | Républicain                                                 | George C. Lilly                                             | 67 346                                                      | 23,78                                                       |
|                                                             | Libertarien                                                 | Martin L. Buchanan                                          | 12 136                                                      | 4,28                                                        |
| Total des votes                                             | Total des votes                                             | Total des votes                                             | 283 249                                                     | 100 %                                                       |
|                                                             | Les Démocrates conservent                                   |                                                             |                                                             |                                                             |

### 2010
| Élection de 2010 du 1er district congressionnel du Colorado | Élection de 2010 du 1er district congressionnel du Colorado | Élection de 2010 du 1er district congressionnel du Colorado | Élection de 2010 du 1er district congressionnel du Colorado | Élection de 2010 du 1er district congressionnel du Colorado |
| ----------------------------------------------------------- | ----------------------------------------------------------- | ----------------------------------------------------------- | ----------------------------------------------------------- | ----------------------------------------------------------- |
| Parti                                                       | Parti                                                       | Candidat                                                    | Votes                                                       | %                                                           |
|                                                             | Démocrate                                                   | Diana DeGette (sortante)                                    | 140 073                                                     | 67,42                                                       |
|                                                             | Républicain                                                 | Mike Fallon                                                 | 59 747                                                      | 28,76                                                       |
|                                                             | Vert                                                        | Gary Swing                                                  | 2 923                                                       | 1,41                                                        |
|                                                             | Libertarien                                                 | Clint Jones                                                 | 2 867                                                       | 1,38                                                        |
|                                                             | Constitution                                                | Chris Styskal                                               | 2 141                                                       | 1,03                                                        |
| Total des votes                                             | Total des votes                                             | Total des votes                                             | 207 751                                                     | 100 %                                                       |
|                                                             | Les Démocrates conservent                                   |                                                             |                                                             |                                                             |

### 2012
| Élection de 2012 du 1er district congressionnel du Colorado | Élection de 2012 du 1er district congressionnel du Colorado | Élection de 2012 du 1er district congressionnel du Colorado | Élection de 2012 du 1er district congressionnel du Colorado | Élection de 2012 du 1er district congressionnel du Colorado |
| ----------------------------------------------------------- | ----------------------------------------------------------- | ----------------------------------------------------------- | ----------------------------------------------------------- | ----------------------------------------------------------- |
| Parti                                                       | Parti                                                       | Candidat                                                    | Votes                                                       | %                                                           |
|                                                             | Démocrate                                                   | Diana DeGette (sortante)                                    | 237 579                                                     | 68,23                                                       |
|                                                             | Républicain                                                 | Danny Stroud                                                | 93 217                                                      | 26,77                                                       |
|                                                             | Libertarien                                                 | Frank Atwood                                                | 12 585                                                      | 3,61                                                        |
|                                                             | Vert                                                        | Gary Swing                                                  | 4 829                                                       | 1,39                                                        |
| Total des votes                                             | Total des votes                                             | Total des votes                                             | 348 228                                                     | 100 %                                                       |
|                                                             | Les Démocrates conservent                                   |                                                             |                                                             |                                                             |

### 2014
| Élection de 2014 du 1er district congressionnel du Colorado | Élection de 2014 du 1er district congressionnel du Colorado | Élection de 2014 du 1er district congressionnel du Colorado | Élection de 2014 du 1er district congressionnel du Colorado | Élection de 2014 du 1er district congressionnel du Colorado |
| ----------------------------------------------------------- | ----------------------------------------------------------- | ----------------------------------------------------------- | ----------------------------------------------------------- | ----------------------------------------------------------- |
| Parti                                                       | Parti                                                       | Candidat                                                    | Votes                                                       | %                                                           |
|                                                             | Démocrate                                                   | Diana DeGette (sortante)                                    | 183 281                                                     | 65,81                                                       |
|                                                             | Républicain                                                 | Martin Walsh                                                | 80 682                                                      | 28,97                                                       |
|                                                             | Libertarien                                                 | Frank Atwood                                                | 9 292                                                       | 3,34                                                        |
|                                                             | Indépendant                                                 | Danny Stroud                                                | 5 236                                                       | 1,88                                                        |
| Total des votes                                             | Total des votes                                             | Total des votes                                             | 278 494                                                     | 100 %                                                       |
|                                                             | Les Démocrates conservent                                   |                                                             |                                                             |                                                             |

### 2016
| Élection de 2016 du 1er district congressionnel du Colorado | Élection de 2016 du 1er district congressionnel du Colorado | Élection de 2016 du 1er district congressionnel du Colorado | Élection de 2016 du 1er district congressionnel du Colorado | Élection de 2016 du 1er district congressionnel du Colorado |
| ----------------------------------------------------------- | ----------------------------------------------------------- | ----------------------------------------------------------- | ----------------------------------------------------------- | ----------------------------------------------------------- |
| Parti                                                       | Parti                                                       | Candidat                                                    | Votes                                                       | %                                                           |
|                                                             | Démocrate                                                   | Diana DeGette (sortante)                                    | 257 254                                                     | 67,87                                                       |
|                                                             | Républicain                                                 | Casper Stockham                                             | 105 030                                                     | 27,71                                                       |
|                                                             | Libertarien                                                 | Frank Atwood                                                | 16 752                                                      | 4,42                                                        |
| Total des votes                                             | Total des votes                                             | Total des votes                                             | 379 036                                                     | 100 %                                                       |
|                                                             | Les Démocrates conservent                                   |                                                             |                                                             |                                                             |

### 2018
| Élection de 2018 du 1er district congressionnel du Colorado | Élection de 2018 du 1er district congressionnel du Colorado | Élection de 2018 du 1er district congressionnel du Colorado | Élection de 2018 du 1er district congressionnel du Colorado | Élection de 2018 du 1er district congressionnel du Colorado |
| ----------------------------------------------------------- | ----------------------------------------------------------- | ----------------------------------------------------------- | ----------------------------------------------------------- | ----------------------------------------------------------- |
| Parti                                                       | Parti                                                       | Candidat                                                    | Votes                                                       | %                                                           |
|                                                             | Démocrate                                                   | Diana DeGette (sortante)                                    | 272 886                                                     | 73,81                                                       |
|                                                             | Républicain                                                 | Casper Stockham                                             | 85 207                                                      | 23,05                                                       |
|                                                             | Libertarien                                                 | Raymon Doane                                                | 11 600                                                      | 3,14                                                        |
| Total des votes                                             | Total des votes                                             | Total des votes                                             | 369 693                                                     | 100 %                                                       |
|                                                             | Les Démocrates conservent                                   |                                                             |                                                             |                                                             |

### 2020
| Élection de 2020 du 1er district congressionnel du Colorado | Élection de 2020 du 1er district congressionnel du Colorado | Élection de 2020 du 1er district congressionnel du Colorado | Élection de 2020 du 1er district congressionnel du Colorado | Élection de 2020 du 1er district congressionnel du Colorado |
| ----------------------------------------------------------- | ----------------------------------------------------------- | ----------------------------------------------------------- | ----------------------------------------------------------- | ----------------------------------------------------------- |
| Parti                                                       | Parti                                                       | Candidat                                                    | Votes                                                       | %                                                           |
|                                                             | Démocrate                                                   | Diana DeGette (sortante)                                    | 331 621                                                     | 73,65                                                       |
|                                                             | Républicain                                                 | Shane Bolling                                               | 105 955                                                     | 23,53                                                       |
|                                                             | Libertarien                                                 | Kyle Furey                                                  | 8 749                                                       | 1,94                                                        |
|                                                             | Unity (en)                                                  | Paul Noel Fiorino                                           | 2 524                                                       | 0,56                                                        |
|                                                             | Approval Voting (en)                                        | Jan Kok                                                     | 1 441                                                       | 0,32                                                        |
| Total des votes                                             | Total des votes                                             | Total des votes                                             | 450 290                                                     | 100 %                                                       |
|                                                             | Les Démocrates conservent                                   |                                                             |                                                             |                                                             |

### 2022
| Primaire démocrate de 2022 du 1er district congressionnel du Colorado | Primaire démocrate de 2022 du 1er district congressionnel du Colorado | Primaire démocrate de 2022 du 1er district congressionnel du Colorado | Primaire démocrate de 2022 du 1er district congressionnel du Colorado | Primaire démocrate de 2022 du 1er district congressionnel du Colorado |
| --------------------------------------------------------------------- | --------------------------------------------------------------------- | --------------------------------------------------------------------- | --------------------------------------------------------------------- | --------------------------------------------------------------------- |
| Parti                                                                 | Parti                                                                 | Candidat                                                              | Votes                                                                 | %                                                                     |
|                                                                       | Démocrate                                                             | Diana Degette (sortante)                                              | 79 391                                                                | 81,1                                                                  |
|                                                                       | Démocrate                                                             | Neal Walia                                                            | 18 472                                                                | 18,9                                                                  |

| Primaire républicaine de 2022 du 1er district congressionnel du Colorado | Primaire républicaine de 2022 du 1er district congressionnel du Colorado | Primaire républicaine de 2022 du 1er district congressionnel du Colorado | Primaire républicaine de 2022 du 1er district congressionnel du Colorado | Primaire républicaine de 2022 du 1er district congressionnel du Colorado |
| ------------------------------------------------------------------------ | ------------------------------------------------------------------------ | ------------------------------------------------------------------------ | ------------------------------------------------------------------------ | ------------------------------------------------------------------------ |
| Parti                                                                    | Parti                                                                    | Candidat                                                                 | Votes                                                                    | %                                                                        |
|                                                                          | Républicain                                                              | Jennifer Qualteri                                                        | 18 568                                                                   | 100 %                                                                    |

| Élection de 2022 du 1er district congressionnel du Colorado | Élection de 2022 du 1er district congressionnel du Colorado | Élection de 2022 du 1er district congressionnel du Colorado | Élection de 2022 du 1er district congressionnel du Colorado | Élection de 2022 du 1er district congressionnel du Colorado |
| ----------------------------------------------------------- | ----------------------------------------------------------- | ----------------------------------------------------------- | ----------------------------------------------------------- | ----------------------------------------------------------- |
| Parti                                                       | Parti                                                       | Candidat                                                    | Votes                                                       | %                                                           |
|                                                             | Démocrate                                                   | Diana DeGette (sortante)                                    | 226 929                                                     | 80,3                                                        |
|                                                             | Républicain                                                 | Jennifer Qualteri                                           | 49 529                                                      | 17,5                                                        |
|                                                             | Libertarien                                                 | John Kittleson                                              | 6 157                                                       | 2,2                                                         |
|                                                             | Vert                                                        | Iris Boswell (write-in)                                     | 70                                                          | 0,0                                                         |
| Total des votes                                             | Total des votes                                             | Total des votes                                             | 282 685                                                     | 100 %                                                       |
|                                                             | Les Démocrates conservent                                   |                                                             |                                                             |                                                             |

### 2024
| Primaire démocrate de 2024 du 1er district congressionnel du Colorado | Primaire démocrate de 2024 du 1er district congressionnel du Colorado | Primaire démocrate de 2024 du 1er district congressionnel du Colorado | Primaire démocrate de 2024 du 1er district congressionnel du Colorado | Primaire démocrate de 2024 du 1er district congressionnel du Colorado |
| --------------------------------------------------------------------- | --------------------------------------------------------------------- | --------------------------------------------------------------------- | --------------------------------------------------------------------- | --------------------------------------------------------------------- |
| Parti                                                                 | Parti                                                                 | Candidat                                                              | Votes                                                                 | %                                                                     |
|                                                                       | Démocrate                                                             | Diana Degette (sortante)                                              | 75 548                                                                | 100 %                                                                 |

| Primaire républicaine de 2024 du 1er district congressionnel du Colorado | Primaire républicaine de 2024 du 1er district congressionnel du Colorado | Primaire républicaine de 2024 du 1er district congressionnel du Colorado | Primaire républicaine de 2024 du 1er district congressionnel du Colorado | Primaire républicaine de 2024 du 1er district congressionnel du Colorado |
| ------------------------------------------------------------------------ | ------------------------------------------------------------------------ | ------------------------------------------------------------------------ | ------------------------------------------------------------------------ | ------------------------------------------------------------------------ |
| Parti                                                                    | Parti                                                                    | Candidat                                                                 | Votes                                                                    | %                                                                        |
|                                                                          | Républicain                                                              | Valdamar Archuleta                                                       | 11 421                                                                   | 100 %                                                                    |

| Élection de 2024 du 1er district congressionnel du Colorado | Élection de 2024 du 1er district congressionnel du Colorado | Élection de 2024 du 1er district congressionnel du Colorado | Élection de 2024 du 1er district congressionnel du Colorado | Élection de 2024 du 1er district congressionnel du Colorado |
| ----------------------------------------------------------- | ----------------------------------------------------------- | ----------------------------------------------------------- | ----------------------------------------------------------- | ----------------------------------------------------------- |
| Parti                                                       | Parti                                                       | Candidat                                                    | Votes                                                       | %                                                           |
|                                                             | Démocrate                                                   | Diana DeGette (sortante)                                    | 264 606                                                     | 76,5                                                        |
|                                                             | Républicain                                                 | Valdamar Archuleta                                          | 74 598                                                      | 21,6                                                        |
|                                                             | Unity (en)                                                  | Critter Milton                                              | 4084                                                        | 1,2                                                         |
|                                                             | Approval Voting (en)                                        | Daniel Lutz                                                 | 2351                                                        | 0,7                                                         |
|                                                             | Démocrate                                                   | Charles Norris (write-in)                                   | 88                                                          | 0,0                                                         |
|                                                             | Indépendant                                                 | John R. Johnson (write-in)                                  | 8                                                           | 0,0                                                         |
| Total des votes                                             | Total des votes                                             | Total des votes                                             | 345 735                                                     | 100 %                                                       |
|                                                             | Les Démocrates conservent                                   |                                                             |                                                             |                                                             |